# Сухожилкові рефлекси
Сухожи́лкові рефле́кси — рефлекси на розтягнення. Основним збуджувачем сухожилкового рефлексу є розтягнення нервово-м'язових веретен. Нервово-м'язові веретена — м'язові рецептори, які реагують на пасивне розтягнення м'яза, вони відповідальні за здійснення рефлексу розтягнення.
Виділяють такі види сухожилкових рефлексів:
- Згинальний ліктьовий рефлекс — рефлекс із двоголового м'яза плеча (C5-C6)
- Розгинальний ліктьовий рефлекс — рефлекс із триголового м'яза плеча (C7-C8)
- Колінний рефлекс — рефлекс чотириголового м'яза стегна (L2-L4)
- Ахілів рефлекс — рефлекс із гомілкового м'яза (L5-S1-2)